# Гордієнко Анжела Анатоліївна
Анже́ла Анато́ліївна Гордіє́нко (нар. 14 квітня, 1975, м. Одеса, УРСР) — українська волейболістка, ліберо. Виступала за ВК «Хімік», тепер в клубі на тренерській роботі. Майстер спорту.
Вихованка одеської ДЮСШ№ 2 (перший тренер Михайло Сигалов). У 1998 році закінчила Південноукраїнський педагогічний університет ім. К. Д. Ушинського (факультет фізвиховання, спеціалізація «Волейбол», зав. кафедрою Олександр Овчарек)

## Кар'єра
- «Динамо-Дженестра» (Одеса) — 1994—1998
- «Демірспор» (Анкара) — 1998—1999
- «Хімік» (Южне) — 2003—2010

З літа 2010 року — на тренерській роботі у ВК «Хімік».

### Досягнення
- Срібний призер чемпіонату України (1995—1996)
- Бронзовий призер чемпіонату України (1994—95, 1996—97)
- Учасник єврокубків 1994—98 років
- Найвище досягнення — вихід в ¼ фіналу Кубка ЄКВ сезону 1997—98 років
- Переможниця чемпіонату України серед команд вищої ліги (2008—09)
- Переможниця першості України серед команд вищої ліги (2008—09)
- Переможниця першості України серед команд першої ліги (2005)